# Pararguda aroa
Pararguda aroa är en fjärilsart som beskrevs av Bethune-Baker 1904. Pararguda aroa ingår i släktet Pararguda och familjen ädelspinnare. Inga underarter finns listade i Catalogue of Life.